# Курляндская губерния
Курля́ндская губе́рния, также Курля́ндия — одна из трёх губерний Прибалтийского (Остзейского) края Российской империи. Губернский город (административный центр губернии) — Митава.
В настоящее время почти вся территория бывшей губернии находится в Латвийской Республике, за исключением небольшой её части, которая в 1921 году отошла к Литве (местечко Паланга и посёлок Швянтойи, первоначально являвшиеся единственным выходом Литвы к Балтийскому морю).

## Географическое положение
Находилась на северо-западе Российской империи. Граничила: на западе и на севере — с Балтийским морем, на северо-востоке и востоке — с Рижским заливом, Лифляндской и Витебской губерниями, на юге — с Ковенской и Виленской губерниями, а также с Восточной Пруссией.
Курляндская губерния занимала территорию свыше 27 тыс. км² (она являлась одной из самых небольших по площади губерний Российской империи).

## История
Образована согласно указу императрицы Екатерины II от 27 ноября (8 декабря) 1795 года на бывшей территории Курляндского герцогства и Пильтенского округа, после их присоединения к Российской империи.
Во время Отечественной войны 1812 года на непродолжительное время была занята французскими войсками.
В соответствии с проводившейся крестьянской реформой в прибалтийских губерниях Российской империи, в 1817 году в Курляндской губернии началась отмена крепостного права (при этом окончательную свободу курляндские крестьяне обрели только к 1832 году, когда они получили право свободного передвижения, правда, только на территории губернии и без возможности селиться в городах).
В 1819 году из состава Виленской губернии в Курляндскую губернию передан участок побережья Балтийского моря, включавший в себя местечко Паланген (Поланген) с округой.
В 1915 году в ходе Первой мировой войны Курляндская губерния оккупирована германскими войсками и вошла в так называемую Область управления Верховного главнокомандующего Восточным фронтом Германии (Обер-Ост).
В условиях германской оккупации в начале марта 1918 года курляндский ландтаг (состоял из остзейских немцев) на заседании в Митаве принял решение о создании Курляндского герцогства, которое бы находилось под покровительством Германии. 15 марта германский император Вильгельм II подписал акт о признании этого государства. В дальнейшем, после учреждения в апреле 1918 года нового государства — Балтийского герцогства, Курляндия вошла в его состав.
В том же году территорию бывшей губернии включили в состав новопровозглашённой Латвийской Республики. В начале 1919 года Курляндия объявлена частью созданной Социалистической Советской Республики Латвии (существовала до начала 1920 года). Окончательно за Латвией территорию Курляндии закрепили согласно Рижскому мирному договору 1920 года.

## Административно-территориальное устройство

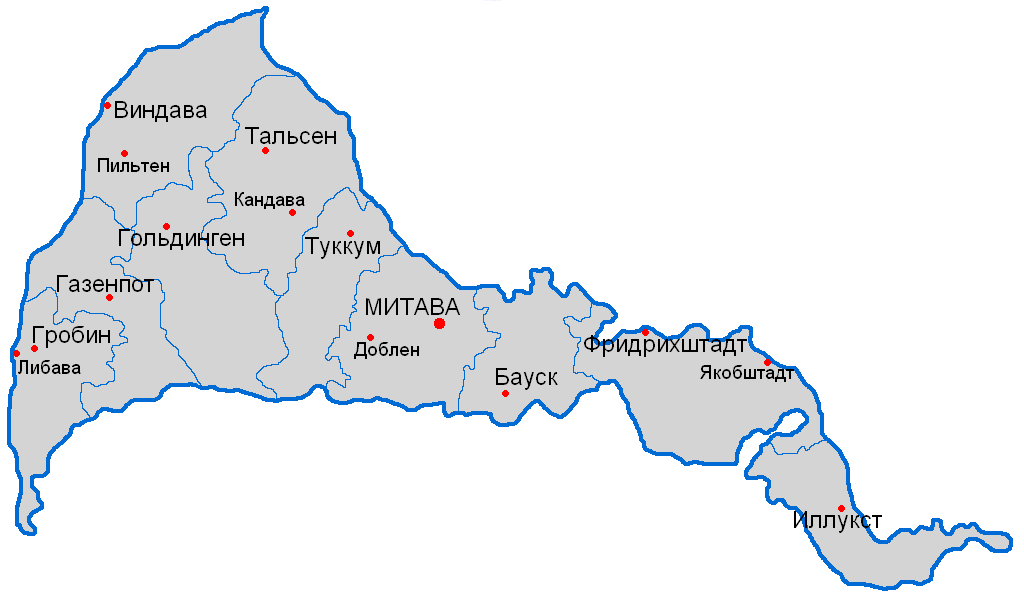
Деление Курляндской губернии на уезды
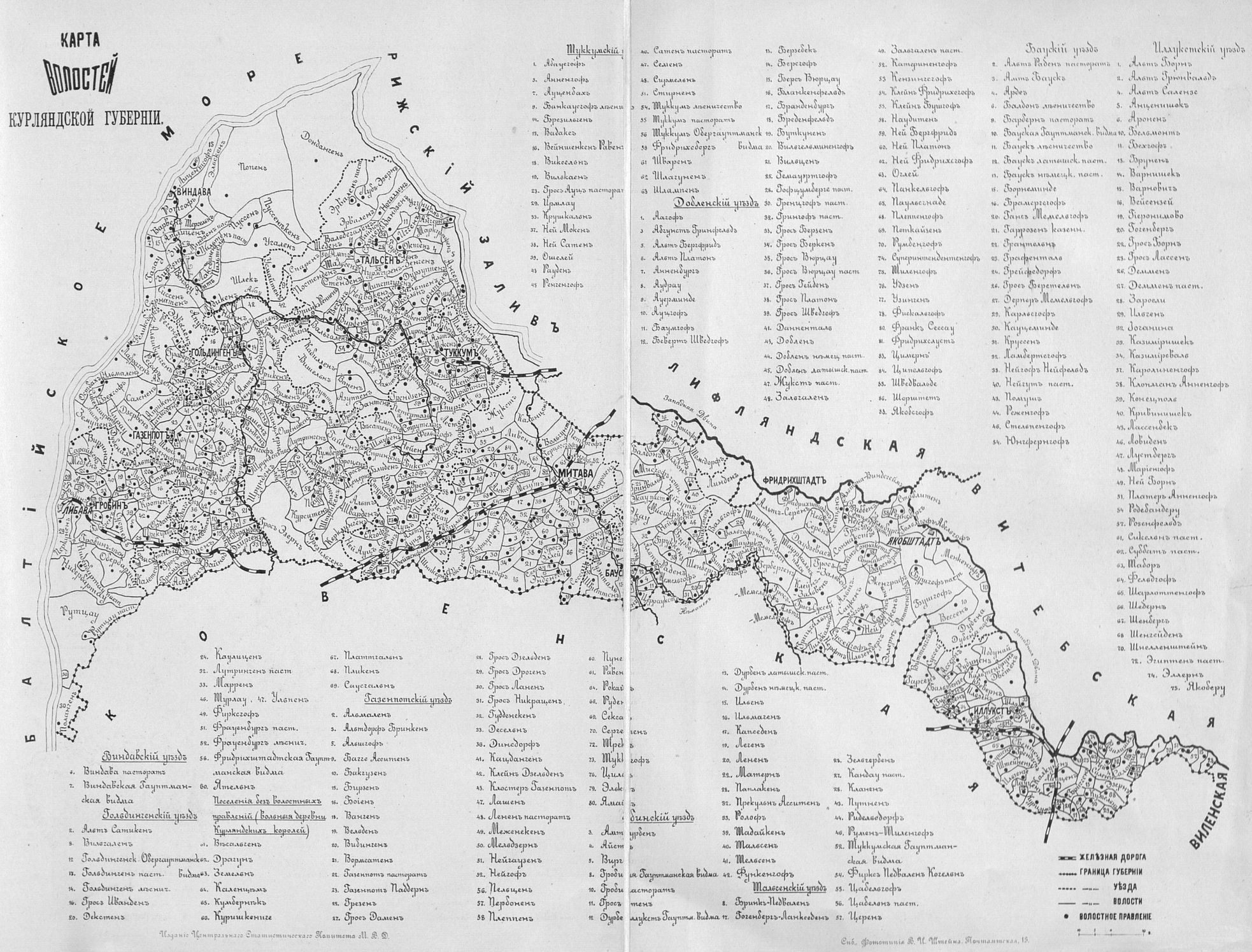
Волости Курляндской губернии на 1890 год

В конце XIX века Курляндская губерния состояла из 10 уездов: Добленского (Митавского), Баусского, Виндавского, Газенпотского, Гольдингенского, Гробинского, Иллукстского, Тальсенского, Туккумского и Фридрихштадтского.
| №  | Уезд                   | Центр уезда (количество жителей, 1897 г.) | Герб уездного города | Площадь, вёрст² | Население, чел. (1897 г.) |
| -- | ---------------------- | ----------------------------------------- | -------------------- | --------------- | ------------------------- |
| 1  | Бауский                | Бауск (6544 чел.)                         |                      | 1843,3          | 50 547                    |
| 2  | Виндавский             | Виндава (7127 чел.)                       |                      | 2747,3          | 48 275                    |
| 3  | Газенпотский           | Газенпот (3340 чел.)                      |                      | 2202,5          | 53 209                    |
| 4  | Гольдингенский         | Гольдинген (9720 чел.)                    |                      | 2840,0          | 66 335                    |
| 5  | Гробинский             | Гробин (1490 чел.)                        |                      | 1843,4          | 110 878                   |
| 6  | Добленский (Митавский) | Митава (35 131 чел.)                      |                      | 2501,8          | 101 310                   |
| 7  | Иллукстский            | Иллукст (местечко; 3652 чел.)             | —                    | 1952,3          | 66 461                    |
| 8  | Тальсенский            | Тальсен (местечко; 4200 чел.)             | —                    | 2768,9          | 61 148                    |
| 9  | Туккумский             | Туккум (7555 чел.)                        |                      | 1988,2          | 51 076                    |
| 10 | Фридрихштадтский       | Фридрихштадт (5175 чел.)                  |                      | 3063,5          | 64 795                    |

Более мелкой административно-территориальной единицей являлись волости (в начале XX века их в Курляндии было 225).
По данным издания 1904 года, в губернии имелось 11 городов (Митава, Либава, Бауск, Виндава, Газенпот, Гольдинген, Гробин, Пильтен, Туккум, Фридрихштадт, Якобштадт) и 13 местечек (Бальдон, Грива, Доблен, Дурбен, Иллукст, Кандава, Поланген, Сасмакен, Суббат, Тальсен, Фрауенбург, Цабельн, Шёнберг). Также здесь находились свыше 1860 владельческих усадеб, более 150 усадеб для священнослужителей и множество других сельских поселений, в основном небольших хуторов (всего в Курляндской губернии было более 24 500 населённых пунктов).

## Руководство губернии и местное самоуправление
Курляндская губерния управлялась губернатором, который назначался российским императором по представлению министра внутренних дел. В 1796—1802 и в 1812—1876 годах курляндский губернатор находился в подчинении Лифляндского, Эстляндского и Курляндского генерал-губернатора (в 1802—1812 годах — Лифляндского и Курляндского генерал-губернатора).
Губернатор являлся высшим должностным лицом в Курляндской губернии. В качестве органа управления губернией существовало губернское правление (под председательством губернатора), а также имелись различные административные учреждения (данные из издания 1904 года) — губернские комитеты (губернский статистический комитет, губернский распорядительный комитет, губернский лесоохранительный комитет и др.), губернские присутствия (по сути коллегиальные межведомственные комиссии при губернаторе: губернское по крестьянским делам присутствие, губернское по городским делам присутствие, губернское по воинской повинности присутствие, губернское по фабричным и горнозаводским делам присутствие, губернское по промысловому налогу присутствие), казённая палата, приказ общественного призрения, губернская комиссия народного продовольствия и т. д.
В конце XIX века система местного самоуправления в прибалтийских губерниях (и в Курляндской губернии, в частности) представляла собой своеобразное сочетание учреждений, действовавших как согласно новому российскому законодательству, так и оставшихся в неизменности со средневековых времён. Например, городское самоуправление было устроено по Городовому положению 1892 года, волостное управление — по положению, специально разработанному для Прибалтийского края в 1866 году. При этом в губернии продолжали функционировать и старые сословные учреждения, закреплявшие привилегии местного дворянства.
Главным представительным органом местного самоуправления в губернии был курляндский ландтаг. Он состоял из депутатов, избиравшихся на приходских собраниях (в них участвовали местные дворяне-собственники, либо дворяне, имевшие соответствующий нормативу доход, а также лица, не принадлежавшие к местному дворянству, но владевшие дворянскими вотчинами в соответствующем приходе губернии). Обычно ландтаги собирались раз в три года (за исключением чрезвычайных ландтагов).
Ландтаг избирал губернского предводителя дворянства (нем. Landesbevollmächtigter), а также рассматривал различные насущные вопросы и поступившие предложения. Исполнительным органом по делам земского самоуправления в губернии являлся дворянский комитет, состоявший из губернского предводителя дворянства, уездных предводителей (нем. Kreismarschälle; избирались на три года в соответствующих округах), а также секретаря и казначея.
Основой местного самоуправления в уездах Курляндии были приходские собрания, или конвенты. До 1870 года они ведали всеми делами самоуправления, включая и церковными, и состояли исключительно из дворян и владельцев дворянских вотчин. В 1870 году произошло разделение на конвенты для обсуждения общих дел прихода и конвенты по делам лютеранской церкви и школ. Кроме того, в состав общих приходских конвентов допустили волостных старшин (как представителей волостей).
Согласно положению, принятому для прибалтийских губерний, волости здесь не имели строго выраженного сословного характера, то есть к ним могли принадлежать не только крестьяне, но и лица других сословий, в отличие от губерний центральной части России. Волостное управление состояло из общего волостного схода, схода выборных, волостного старшины (с помощниками) и волостного суда. Общий волостной сход обычно созывался один раз в год для избрания должностных лиц в волости — старшины, его помощников, волостных судей, а также выборных. Сход выборных собирался по мере надобности, но не реже одного раза в год (срок полномочий выборных составлял три года; в их компетенции — принятие решений и составление ходатайств по различным вопросам, прежде всего хозяйственным, контроль за работой старшины и его помощников и др.).

### Губернаторы
| Ф. И. О.                                 | Титул, чин, звание                             | Время замещения должности |
| ---------------------------------------- | ---------------------------------------------- | ------------------------- |
| Ламздорф Матвей Иванович (Густав Матиас) | генерал-майор                                  | 30.01.1796—09.11.1798     |
| Дризен Карл-Вильгельм Карлович           | тайный советник                                | 09.11.1798—20.10.1800     |
| Арсеньев Николай Иванович                | действительный статский советник               | 20.10.1800—06.11.1808     |
| Гоггер Вильгельм Данилович               | барон, действительный статский советник        | 06.11.1808—5.08.1811      |
| Сиверс Фёдор Фёдорович                   | действительный статский советник               | 21.09.1811—31.08.1814     |
| Станеке Эммануил Яковлевич               | действительный статский советник               | 04.02.1816—06.02.1824     |
| Ган Павел Васильевич                     | камер-юнкер (действительный статский советник) | 06.02.1824—27.11.1827     |
| Бреверн Христофор Иванович               | тайный советник                                | 27.11.1827—10.05.1853     |
| Валуев Пётр Александрович                | камергер, действительный статский советник     | 27.06.1853—28.04.1858     |
| Бреверн Иоганн Христофорович             | камергер, тайный советник                      | 09.05.1858—21.08.1868     |
| Лилиенфельд-Тоаль Павел Фёдорович        | тайный советник                                | 21.08.1868—11.12.1885     |
| Пащенко Константин Иванович              | действительный статский советник               | 19.12.1885—31.03.1888     |
| Сипягин Дмитрий Сергеевич                | камергер, действительный статский советник     | 31.03.1888—20.12.1891     |
| Свербеев Дмитрий Дмитриевич              | камергер, действительный статский советник     | 20.12.1891—10.10.1905     |
| Князев Леонид Михайлович                 | тайный советник                                | 10.10.1905—24.07.1910     |
| Набоков Сергей Дмитриевич                | действительный статский советник               | 23.08.1910—1915           |
| Гендриков Пётр Васильевич                | граф, коллежский советник                      | 1915—13.12.1916           |

### Губернские предводители дворянства
| Ф. И. О.                      | Титул, чин, звание                                           | Время замещения должности |
| ----------------------------- | ------------------------------------------------------------ | ------------------------- |
| Мирбах Эбергард Христофорович | барон                                                        | 15.06.1789—05.03.1801     |
| Корф Карл Николаевич          | барон                                                        | 05.03.1801—11.02.1814     |
| Медем Карл                    | граф                                                         | 09.03.1814—26.11.1827     |
| Гротгус Дитрих-Карл           | барон                                                        | 01.1828—30.04.1836        |
| Ган Фёдор                     | барон                                                        | 30.04.1836—25.04.1857     |
| Медем Пётр Иоаннович          | граф, в звании камергера                                     | 10.08.1857—26.05.1862     |
| Рекке Карл Матвеевич          | барон                                                        | 26.05.1862—17.03.1873     |
| Кейзерлинг Гуго Карлович      | граф, в звании камергера                                     | 17.03.1873—15.03.1879     |
| Мантейфель Карл               | барон                                                        | 15.03.1879—21.02.1882     |
| Гейкинг Альфред Петрович      | барон, тайный советник                                       | 21.02.1882—09.03.1894     |
| Кейзерлинг Гуго Карлович      | граф, в звании гофмейстера, действительный статский советник | 09.03.1894—26.04.1903     |
| Ливен Георгий Андреевич       | князь, титулярный советник                                   | 26.04.1903—12.03.1909     |
| Рейтерн Владимир Евстафьевич  | граф, барон, егермейстер                                     | 12.03.1909—1917           |

### Вице-губернаторы
| Ф. И. О.                          | Титул, чин, звание                                     | Время замещения должности |
| --------------------------------- | ------------------------------------------------------ | ------------------------- |
| Гурко-Ромейко Иосиф Иосифович     | действительный статский советник                       | 14.02.1797—14.12.1799     |
| Арсеньев Николай Иванович         | статский советник                                      | 14.12.1799—20.10.1800     |
| Брискорн Яков Максимович          | действительный статский советник                       | 20.10.1800—02.10.1811     |
| Станеке Эммануил Яковлевич        | статский советник                                      | 02.10.1811—04.02.1816     |
| Баталье Мартин Яковлевич          | статский советник                                      | 12.02.1816—28.02.1825     |
| Майдель Георгий Фёдорович         | коллежский советник (действительный статский советник) | 28.02.1825—01.07.1852     |
| Беклемишев Александр Петрович     | действительный статский советник                       | 20.07.1852—26.11.1857     |
| Кубе Юлий Леонтьевич              | статский советник                                      | 28.12.1857—13.05.1858     |
| Гейкинг Альфред Петрович          | барон, тайный советник                                 | 22.05.1858—28.03.1885     |
| Манжос Александр Алексеевич       | действительный статский советник                       | 28.03.1885—20.04.1890     |
| Дунин-Барковский Иосиф Яковлевич  | статский советник                                      | 13.05.1890—20.12.1894     |
| Муравьёв Александр Валерианович   | статский советник, камер-юнкер                         | 20.12.1894—15.04.1902     |
| Старынкевич Константин Сократович | полковник                                              | 16.06.1902—20.09.1903     |
| Коростовец Измаил Владимирович    | подполковник (полковник)                               | 20.09.1903—27.07.1907     |
| Кропоткин Николай Дмитриевич      | князь, коллежский советник (статский советник)         | 27.07.1907—16.05.1912     |
| Каншин Борис Анатольевич          | статский советник                                      | 16.05.1912—1914           |
| Хитрово Борис Николаевич          | коллежский советник                                    | 1914—1917                 |

## Судебная система
В 1889 году на губернии Прибалтийского края распространили действие общероссийских судебных уставов, принятых ещё при императоре Александре II (правда, с существенными оговорками: например, уголовные дела рассматривались без участия присяжных заседателей; мировые судьи не избирались, а назначались министром юстиции). Прежняя система судов Курляндии — обер-гофгерихт, обергауптманские суды и др. — упразднялась.
В конце XIX века в Курляндской губернии действовали два окружных суда (в Митаве и Либаве; подчинялись Санкт-Петербургской судебной палате), существовали 5 судебно-мировых округов и 22 мировых участка. Имелась также система низовых судов — волостных и верхних крестьянских. В судебных учреждениях (общих и мировых) судопроизводство велось на русском языке (при судах состояли переводчики; в то же время имелись некоторые исключения из указанного правила), в делопроизводстве волостных и верхних крестьянских судов допускалось использование языка большинства местного населения (в данном случае, латышского).

## Губернский герб

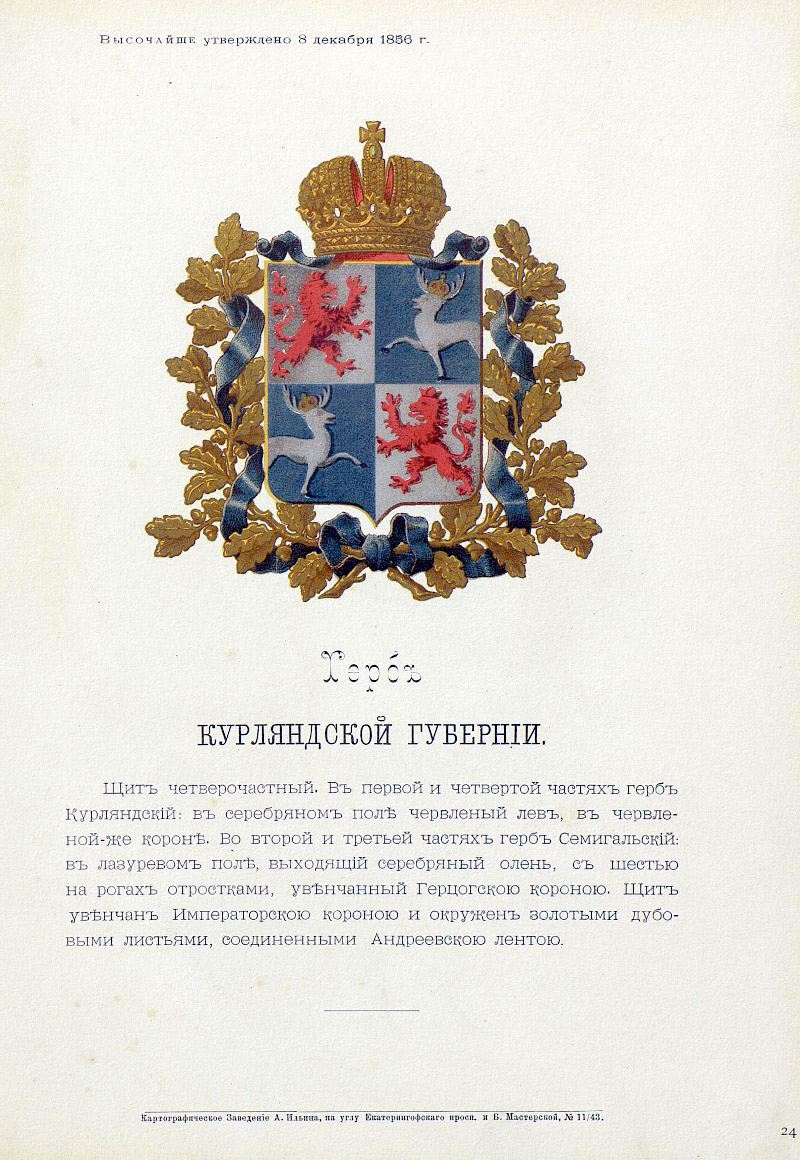
Герб Курляндской губернии

Герб губернии утверждён 8 (20) декабря 1856 года (основывался на гербе Курляндского герцогства).
Описание герба: «Щит четверочастный. В первой и четвёртой частях герб Курляндский: в серебряном поле червлёный лев, в червлёной же короне. Во второй и третьей частях герб Семигальский: в лазуревом поле, выходящий серебряный олень, с шестью на рогах отростками, увенчанный Герцогскою короною. Щит увенчан Императорскою короною и окружён золотыми дубовыми листьями, соединёнными Андреевскою лентою».

## Население
| Год             | Всего   | Мужчин  | Женщин  |
| --------------- | ------- | ------- | ------- |
| 1857 (оценка)   | 555 003 | 271 902 | 283 101 |
| 1897 (перепись) | 674 034 | 326 252 | 347 782 |

В 1897 году в Курляндской губернии проживало 674 тыс. человек (в целом, население губернии постоянно увеличивалось: более 555 тыс. жителей в 1857 году, 798 тыс. жителей в 1913 году). В сословном отношении население распределялось так: крестьян — 81,5 % от общего числа жителей, мещан — 15,5 %, дворян и чиновников — 1,6 %, почётных граждан и купечества — 0,4 %, духовенства — 0,1 %, прочих — 0,9 %.
Население губернии отличалось достаточно большой долей числа городских жителей (свыше 23 %, по данным переписи 1897 года) и высоким уровнем грамотности (85 %, без учёта детей младше 9 лет, по данным переписи 1897 года).
Крупнейшим по числу жителей городом Курляндии являлась Либава (64,5 тыс. жителей в 1897 г.), входившая в состав Гробинского уезда, далее шла Митава (центр губернии; 35,1 тыс. жителей в 1897 г.), остальные города были существенно меньше.
По данным переписи 1897 года, 58,9 % населения жило на доходы от занятости в сельском хозяйстве, 14,1 % — в обрабатывающей промышленности, 27 % — в торговле и сфере услуг, в сфере транспорта, на государственной и общественной службе и от остальных источников.

### Этнический состав населения
| Национальность      | 1862 (оценка) | 1867 (оценка) | 1897 (перепись населения; исходя из данных по родному языку) |
| ------------------- | ------------- | ------------- | ------------------------------------------------------------ |
| Латыши              | 434 264       | 460 000       | 505 994                                                      |
| Немцы               | 40 593        | 43 518        | 51 017                                                       |
| Евреи               | 27 927        | 33 707        | 37 689                                                       |
| Русские             | 14 682        | 12 222        | 25 630                                                       |
| Поляки              | 12 888        | 9029          | 19 688                                                       |
| Литовцы             | 7434          | 10 000        | 16 531                                                       |
| Белорусы            | 700           | 4115          | 12 283                                                       |
| Ливы                | 2052          | 2541          | 2400                                                         |
| Жемайты («жмудины») | нет данных    | 2000          | 1517                                                         |

В конце XIX века в Курляндской губернии преобладали латыши (свыше 75 % населения, данные 1897 года). Далее шли немцы (около 7,6 %) и евреи (почти 5,6 %). Наибольшее число русских («великороссов») проживало в Иллукстском (где было много старообрядцев), Гробинском (в основном в промышленном центре — Либаве) и Добленском уездах, белорусы жили в Иллукстском уезде, поляки и литовцы — преимущественно в Иллукстском и Гробинском уездах, жемайты («жмудины») — прежде всего в Полангене и его окрестностях. Небольшая народность — ливы — проживала исключительно в Виндавском уезде.
На территории губернии в нескольких поселениях (они именовались как «вольные деревни») жили представители небольшой привилегированной группы крестьян — так называемые Kurische Könige («куриш[е]-кёниге», «курляндские короли»; в 1863 г. — 405 чел.), издавна имевшие некоторые дворянские права (наследственное владение землями на правах собственности и право на свободную охоту) и свой герб. Считалось, что они являются потомками правителей племён куршей, в древности заселявших земли Курляндии.
Этнический состав населения Курляндской губернии в 1897 году (исходя из данных по родному языку):
| Уезд             | латыши | немцы  | евреи | русские | поляки | литовцы (включая жмудинов) | белорусы |
| ---------------- | ------ | ------ | ----- | ------- | ------ | -------------------------- | -------- |
| Губерния в целом | 75,1 % | 7,6 %  | 5,6 % | 3,8 %   | 2,9 %  | 2,7 %                      | 1,8 %    |
| Бауский          | 87,4 % | 6,0 %  | 4,3 % | 0,5 %   | 0,2 %  | 1,1 %                      | …        |
| Виндавский       | 85,2 % | 7,9 %  | 2,9 % | 0,6 %   | 0,1 %  | 2,8 %                      | …        |
| Газенпотский     | 90,4 % | 5,4 %  | 2,5 % | 0,4 %   | 0,2 %  | 1,0 %                      | …        |
| Гольдингенский   | 86,6 % | 8,5 %  | 4,0 % | 0,2 %   | 0,1 %  | 0,3 %                      | …        |
| Гробинский       | 58,5 % | 15,3 % | 6,5 % | 6,9 %   | 5,8 %  | 5,5 %                      | 0,3 %    |
| Добленский       | 76,8 % | 11,0 % | 4,0 % | 4,8 %   | 0,9 %  | 1,2 %                      | 0,4 %    |
| Иллукстский      | 28,5 % | 1,6 %  | 9,6 % | 15,2 %  | 17,1 % | 10,5 %                     | 17,3 %   |
| Тальсенский      | 88,8 % | 4,2 %  | 6,3 % | 0,3 %   | 0,1 %  | …                          | …        |
| Туккумский       | 89,0 % | 4,3 %  | 5,3 % | 0,4 %   | 0,2 %  | 0,5 %                      | …        |
| Фридрихштадтский | 83,0 % | 2,8 %  | 9,3 % | 2,6 %   | 0,8 %  | 1,2 %                      | 0,1 %    |

## Экономика
В начале XX века в Курляндской губернии существовало развитое сельское хозяйство. В основном здесь выращивались такие культуры, как рожь, овёс, ячмень, пшеница, картофель, а также кормовые травы, лён и др. Развивалось садоводство и животноводство (держали крупный рогатый скот, овец, лошадей, свиней и коз).
Около трети территории губернии было покрыто лесами. Лесное хозяйство велось рационально (введена практика искусственной посадки новых деревьев на местах вырубок леса).
В промышленности губернии важное значение имели мукомольное, винокуренное (производство спирта и водки), пивоваренное, металлургическое и металлообрабатывающее, маслобойное, лесопильное и другие производства. Также здесь работали кирпичные и кожевенные заводы, льнопрядильни, спичечные фабрики и прочие предприятия. Крупнейшим промышленным центром Курляндии являлся город Либава.
Промыслы в сельской местности: рубка и сплав леса, заготовка дров, производство щёток, изготовление гончарных, слесарных и токарных изделий, кос, деревянных ложек, добыча торфа и гипса, добыча и обработка янтаря (янтарь добывался на берегу Балтийского моря, прежде всего в районе Полангена) и др.
Хозяйственное значение имело рыболовство — рыбу ловили как в море, так и в озёрах и реках губернии. Также использовался метод искусственного разведения рыбы (карпа) в прудах.

## Транспорт
По статистическим данным за 1912 год (сводные данные о дорогах, находившихся в ведении министерства путей сообщения и министерства внутренних дел), в Курляндии имелось почти 169 вёрст полностью шоссейных дорог и 16,9 тыс. вёрст грунтовых дорог (немалая часть этих дорог были частично замощены или шоссированы, либо улучшены гравием, песком и т. д.).
По территории Курляндской губернии были проложены железные дороги: Санкт-Петербург — Варшава (1862), Рига — Митава (1868), Либава — Кошедары (1871), Туккум — Виндава (1901) и другие (общая длина сети железных дорог на начало 1913 года составляла 568 вёрст). Существовал крупный морской порт в Либаве, а также Виндавский и Павловский порты, имели значение и речные грузовые перевозки (по рекам Западная Двина и Аа).

## Образование, здравоохранение
По доле грамотного населения Курляндская губерния занимала одно из самых первых мест в Российской империи.
В 1910 году действовали 8 средних общеобразовательных учебных заведений (свыше 3,1 тыс. учащихся), 13 специальных средних и низших (464 учащихся) и 794 низших (36,9 тыс. учащихся).
Имелось 33 больницы на более чем 1300 мест и 88 аптек.

## Печать, типографии, книжная торговля и библиотеки
В конце XIX века в губернии издавалось 9 газет: 2 — на русском языке, 4 — на немецком, 3 — на латышском. Работало 18 типографий, 57 книжных магазинов и библиотек для чтения.

## Религия
В 1897 году (данные переписи) в структуре населения губернии по вероисповеданию преобладали протестанты (в основном лютеране) — 76,4 % и католики — 11,1 %, также немалую долю составляли иудеи — более 7 % и православные (в том числе и старообрядцы) — более 5 %.
По данным энциклопедического издания 1903 года, в Курляндии находилось 150 лютеранских кирх, 44 еврейских синагоги, 33 православные церкви, 32 костёла и 38 баптистских молельных домов. Действовали два православных монастыря — Спасо-Преображенская пустынь (недалеко от Митавы) и Иллукстский Рождество-Богородичный (Рождество-Богородицкий) женский монастырь.

## Комментарии
1. ↑  Несколько позднее было официально объявлено, что губернские учреждения в полном объёме приступили к работе 28 января (8 февраля) 1796 года. При этом само название «Курляндская губерния» упоминалось ещё в указе императрицы Екатерины II от 2 (13) мая 1795 года, до собственно создания данной губернии (ПСЗРИ. Собрание 1649—1825 гг. Том 23, узаконение № 17439 от 11 февраля 1796 года; ПСЗРИ. Собрание 1649—1825 гг. Том 23, узаконение № 17324 от 2 мая 1795 года).